# Carpodacus edwardsii
Pintarroxo-castanho ou pintarroxo-de-sobre-escuro (Carpodacus edwardsii) é uma espécie de ave da família Fringillidae.
Pode ser encontrada nos seguintes países: Butão, China, Índia, Myanmar e Nepal.
Os seus habitats naturais são: florestas boreais e matagal tropical ou subtropical de alta altitude.